# Podział administracyjny Danii

Podział administracyjny Danii

Podział administracyjny Danii – oficjalnie obowiązujący system wewnętrznego podziału organizacyjno-terytorialnego europejskich terenów należących do Królestwa Danii.
Od 1 stycznia 2007 roku w Danii obowiązuje podział administracyjny na 5 regionów, dzielących się na gminy. Zastąpił on istniejący wcześniej podział na 13 województw (Amt). W ramach reformy administracyjnej zmniejszyła się także liczba gmin z 270 do 98.

## Lista regionów
| Region                                  | Stolica  | Największe miasto | Populacja | Powierzchnia (km²) | Gęstość zaludnienia (os./km²) | Jednostki wchodzące w skład regionu z podziału administracyjnego 1970–2006                          |
| --------------------------------------- | -------- | ----------------- | --------- | ------------------ | ----------------------------- | --------------------------------------------------------------------------------------------------- |
| Region Stołeczny (Region Hovestaden)    | Hillerød | Kopenhaga         | 1 636 749 | 2561               | 639,1                         | okręg Kopenhaga i Frederiksborg Amt oraz Kopenhaga, Frederiksberg i Bornholm                        |
| Jutlandia Środkowa (Region Midtjylland) | Viborg   | Århus             | 1 227 428 | 13 053             | 94,0                          | Ringkjøbing Amt, niemal całość Århus Amt, południowa część Viborg Amt oraz północna część Vejle Amt |
| Jutlandia Północna (Region Nordjylland) | Aalborg  | Aalborg           | 576 972   | 8020               | 71,9                          | Jutlandia Północna, północna część Viborg Amt oraz mała część Århus Amt                             |
| Zelandia (Region Sjælland)              | Sorø     | Roskilde          | 816 118   | 7273               | 112,2                         | Roskilde Amt, Storstrøms Amt oraz Zelandia Zachodnia                                                |
| Dania Południowa (Region Syddanmark)    | Vejle    | Odense            | 1 189 817 | 12 191             | 97,5                          | Fionia, Ribe Amt, Jutlandia Południowa oraz południowa część Vejle Amt                              |